# Il governo dei cavalli
Il governo dei cavalli est un tableau d'Anselmo Bucci. Réalisé en 1916, il appartient aux collections d'art de la Fondation Cariplo.

## Description
Le tableau reflète la prédilection de Bucci pour les lieux animés et bondés ; il combine la fidélité de l'auteur à la représentation de la réalité avec une certaine originalité d'ensemble, conférée par les gestes théâtraux des figures au premier plan et par le rythme compositionnel généré par la séquence linéaire de ces mêmes figures et des chevaux en plein contre-jour.

## Historique
L'œuvre a été achetée par la Fondation Cariplo en 1968. Dans la seconde moitié des années 1990, elle a été exposée dans deux expositions organisées à Milan : l'exposition collective Tesori d'arte delle banche lombarde (1995) et l'exposition personnelle sur Bucci en 1999, organisée par Elena Pontiggia.
En 2018, ce tableau est exposé à Verbania.